# Патерно (Сицилия)
Патерно (итал. Paternò) — коммуна в Италии, располагается в регионе Сицилия, в провинции Катания.
Население составляет 49250 человек (2008 г.), плотность населения составляет 342 чел./км². Занимает площадь 144 км². Почтовый индекс — 95047. Телефонный код — 095.
Покровителями коммуны почитаются святые Варвара и Викентий Сарагосский, празднование 4 декабря.

## Демография
Динамика населения:

## Администрация коммуны
- Официальный сайт: http://www.comune.paterno.ct.it